# مسجد الإحسان
مسجد الإحسان هو مسجد يقع في آن فو [الإنجليزية]، محافظة آن جيانغ، فيتنام. بُني المسجد في عام 1937 في قرية يسكنها مسلمو شام. خضع المسجد لعملية ترميم في عام 1992.

## التصميم المعماري
المسجد عبارة عن مبنى أبيض مع زخارف خضراء. يتكون من طابق أرضي وطابق ميزانين. يحتوي الداخل على ثريات وأعمدة حجرية. كما يوجد مقبرة إسلامية خارج مجمع المسجد.